# Pjotr Petrovics Szemjonov-Tyan-Sanszkij

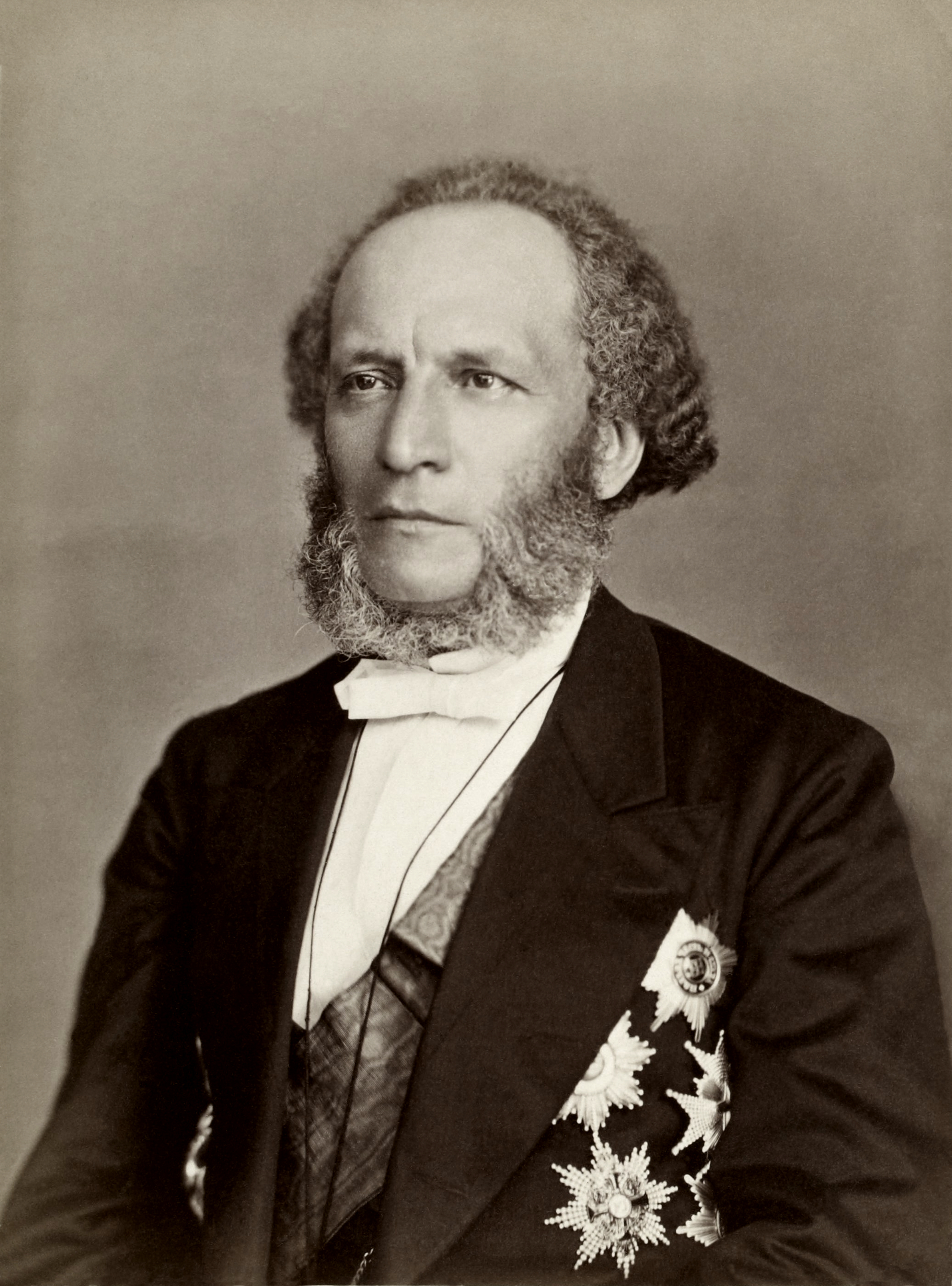

Pjotr Petrovics Szemjonov-Tyan-Sanszkij, 1906-ig Szemjonov (oroszul Пётр Петрович Семёнов-Тян-Шанский) (Rjazanka, 1827. január 14. – Szentpétervár, 1914. március 11.) orosz földrajztudós, botanikus, statisztikus, entomológus. Botanikai szakmunkákban nevének rövidítése: „Semen.”. Évtizedeken át a Cári Orosz Földrajzi Társaság alelnöke, az első teljes körű oroszországi népszámlálás vezetője.

## Életpályája
A mai Lipecki területhez tartozó Rjazanka faluban született nemesi családban. A Szentpétervári Egyetem fizika-matematikai karának természettudományi tanszékén tanult. 1849-ben a Cári Orosz Földrajzi Társaság tagja, később természetföldrajzi osztályának vezetője lett, majd 1873-tól negyven éven át, haláláig a társaság alelnöki tisztét töltötte be.
Első kutatóútjain az európai Oroszország központi részeinek növény- és állatvilágával ismerkedett, majd ezek eredményeit publikálta. Földrajzi, geológiai tanulmányait az 1850-es években Berlinben folytatta, az egyetemen Alexander von Humboldt és Carl Ritter előadásait hallgatta. Közben Svájc, Franciaország hegyeit tanulmányozta, több alkalommal felkereste a Vezúvot is. Lefordította és hazatérése után 1856-ban megjelentette Carl Ritter híres munkájának (Die Erdkunde im Verhältniss zur Natur und zur Geschichte des Menschen) első kötetét, amit hosszú részletekkel egészített ki. 
Az 1856-ban indult első expedícióval az Altajon áthaladva felkereste az Iszik-köl hegyi tavat és a Tien-san hegyvidékét, majd a következő évben visszatért a hegység belső, addig ismeretlen  részeinek felkutatására. Szemjonov volt az első európai, aki megpillantotta a Khan Tengri csúcsot. A következő évben megjelent munkája volt az első szisztematikus leírás a Tien-sanról, ebben alapvető megállapításokra jutott a hegység eredetére vonatkozóan. Hírnevét ez a monográfia alapozta meg. Később egyre inkább társadalomföldrajzi, társadalom statisztikai kérdésekkel foglalkozott. 1858-tól szakértőként részt vett az 1861. évi jobbágyfelszabadítást előkészítő bizottság munkájában.
Széles körű tudományos munkásságából kiemelkedik Az Orosz Birodalom földrajzi-statisztikai szótára öt kötetének összeállítása és kiadatása (1863–1885). A szótár elkészítésének gondolata először 1850-ben merült fel. A tervezés és az előkészítő munka után a Társaság 1860-ban bízta meg Szemjonovot a szótár összeállításával. 1862-ben jelent meg az I. kötet első két része, majd folyamatosan a többi is.
Pjotr Szemjonov különleges érdemeket szerzett a statisztika oroszországi fejlődésében. 1864–1874 között vezetője volt a Központi Statisztikai Bizottságnak, majd 1875-től elnöke a Belügyminisztérium szervezetébe integrált Statisztikai Tanácsnak. Megszervezte az orosz statisztikusok első kongresszusát. Felvázolta az európai Oroszország gazdasági körzeteinek rendszerét. Elnöke volt a 8. Nemzetközi Statisztikai Kongresszusnak (Szentpétervár, 1872), ahol lefektették a népszámlálások lefolytatásának nemzetközi normáit. Nagyrészt az ő erőfeszítéseinek eredményeként tarthatták meg 1897-ben az első országos népszámlálást az Orosz Birodalomban. Ugyanabban az évben Szemjonov tagja lett az Államtanácsnak.
Közben 1888-ban részt vett egy Kaszpi-tengeren túli és turkesztáni expedícióban, ahonnan gazdag anyaggal egészíthette ki korábban is hatalmas rovargyűjteményét. A földrajzi társaság irányítójaként több tudományos expedíció, például Nyikolaj Przsevalszkij, Grigorij Potanyin, Pjotr Kropotkin és mások útjának megszervezését segítette elő.
1906-ban, az első tien-sani expedíció ötvenedik évfordulóján – érdemei elismeréseként – II. Miklós cár rendeletére Szemjonov vezetéknevét a Tyan-Sanszkij ('Tien-sani') jelzővel egészítették ki.
Számos cikk, tanulmány, ismertető mellett több nagy összefoglaló munka elkészítésében íróként, szerkesztőként vagy tudományos tanácsadóként vett részt. Emlékiratait halála után tették közzé négy kötetben.
Főként németalföldi festők több száz képéből álló kollekcióját 1910-ben a szentpétervári Ermitázsnak adományozta. Körülbelül 700 000 darabos rovargyűjteményét az Oroszországi Tudományos Akadémia zoológiai múzeumában őrzik. Több hegycsúcsot vagy hágót és mintegy száz rovar- és növényfajt neveztek el róla.
Utódai folytatták Pjotr Szemjonov tudományos munkáját. Fiai közül Andrej entomológus, Venyiamin geográfus, Izmail meteorológus lett. Mindhárman az ostromlott Leningrádban vesztették életüket 1942-ben. A negyedik fiú, Valerij 1918-ban Finnországba távozott, ott hunyt el 1968-ban.

## Legfontosabb munkái
- К. Риттер: Землеведение Азии. Ред., пер. и доп. П. П. Семенова. (Carl Ritter: Ázsia földjének ismerete. Ford., szerk., bőv. Öt rész, 1856–1879)
- Статистика поземельной собственности и населенных мест Европейской России. (Az európai Oroszország földtulajdoni viszonyainak és településeinek statisztikája, 1880–1884)
- Географическо-статистический словарь Российской Империи. (Az Orosz Birodalom földrajzi-statisztikai szótára, öt kötet, Szentpétervár, 1863–1885)
- Живописная Россия. Отечество наше в его земельном, историческом, племенном и бытовом значении. (Festői Oroszország. Hazánk földje, történelme, törzsei és mindennapi életvitele. Főszerkesztő és több rész írója; 1881–1885)
- История полувековой деятельности Императорского Русского Географического общества. (A Cári Orosz Földrajzi Társaság félévszázados tevékenységének története, 1845–1895, három rész, 1896)
- Россия. Полное географическое описание нашего отечества… (Oroszország. Hazánk teljes földrajzi leírása… Szemjonov-Tyan-Sanszkij és V. P. Lamanszkij akadémikus irányításával; szerkesztette fia, Venyiamin Petrovics Szemjonov-Tyan-Sanszkij. Szentpétervár, 1899–1913)